# (G)I-DLE/Diskografie
Diese Diskografie ist eine Übersicht über die musikalischen Werke der südkoreanischen Girlgroup (G)I-DLE. Den Schallplattenauszeichnungen zufolge hat sie mehr als 5,3 Millionen Tonträger verkauft. Ihre erfolgreichste Veröffentlichung ist das Studioalbum 2 mit über 1,5 Millionen verkauften Einheiten.
(G)I-DLE veröffentlicht Tonträger in drei Sprachen, diese sind im Artikel mit dem hochgestellten ISO-Kürzel gekennzeichnet. Die Band singt auf Englisch (EN), Japanisch (JP) und Koreanisch (KR).

## Alben

### Studioalben
| Jahr | Titel Musiklabel                                | Höchstplatzierung, Gesamtwochen, AuszeichnungChartplatzierungen (Jahr, Titel, Musiklabel, Platzierungen, Wochen, Auszeichnungen, Anmerkungen) | Höchstplatzierung, Gesamtwochen, AuszeichnungChartplatzierungen (Jahr, Titel, Musiklabel, Platzierungen, Wochen, Auszeichnungen, Anmerkungen) | Höchstplatzierung, Gesamtwochen, AuszeichnungChartplatzierungen (Jahr, Titel, Musiklabel, Platzierungen, Wochen, Auszeichnungen, Anmerkungen) | Höchstplatzierung, Gesamtwochen, AuszeichnungChartplatzierungen (Jahr, Titel, Musiklabel, Platzierungen, Wochen, Auszeichnungen, Anmerkungen) | Höchstplatzierung, Gesamtwochen, AuszeichnungChartplatzierungen (Jahr, Titel, Musiklabel, Platzierungen, Wochen, Auszeichnungen, Anmerkungen) | Anmerkungen                                                 |
| Jahr | Titel Musiklabel                                | DE | AT | US | KR | JP | Anmerkungen                                                 |
| ---- | ----------------------------------------------- | --- | --- | --- | --- | --- | ----------------------------------------------------------- |
| 2022 | I Never Die EN, KR Cube Entertainment (Kakao M) | DE83 (1 Wo.)DE | — | — | KR2 Platin · (51 Wo.)KR | — | Erstveröffentlichung: 14. März 2022 Verkäufe: + 250.000     |
| 2024 | 2 EN, KR Cube Entertainment (Kakao M)           | DE22 (4 Wo.)DE | AT59 (2 Wo.)AT | US132 (1 Wo.)US | KR1 ×2Diamant + Doppelplatin (Poca) · (22 Wo.)KR                                                                                              | — | Erstveröffentlichung: 29. Januar 2024 Verkäufe: + 1.500.000 |

### EPs
| Jahr | Titel Musiklabel                                | Höchstplatzierung, Gesamtwochen, AuszeichnungChartplatzierungen (Jahr, Titel, Musiklabel, Platzierungen, Wochen, Auszeichnungen, Anmerkungen) | Höchstplatzierung, Gesamtwochen, AuszeichnungChartplatzierungen (Jahr, Titel, Musiklabel, Platzierungen, Wochen, Auszeichnungen, Anmerkungen) | Höchstplatzierung, Gesamtwochen, AuszeichnungChartplatzierungen (Jahr, Titel, Musiklabel, Platzierungen, Wochen, Auszeichnungen, Anmerkungen) | Höchstplatzierung, Gesamtwochen, AuszeichnungChartplatzierungen (Jahr, Titel, Musiklabel, Platzierungen, Wochen, Auszeichnungen, Anmerkungen) | Höchstplatzierung, Gesamtwochen, AuszeichnungChartplatzierungen (Jahr, Titel, Musiklabel, Platzierungen, Wochen, Auszeichnungen, Anmerkungen) | Anmerkungen                                                |
| Jahr | Titel Musiklabel                                | DE | AT | US | KR | JP | Anmerkungen                                                |
| ---- | ----------------------------------------------- | --- | --- | --- | --- | --- | ---------------------------------------------------------- |
| 2018 | I Am KR Cube Entertainment (Loen)               | — | — | — | KR6 (80 Wo.)KR | — | Erstveröffentlichung: 2. Mai 2018                          |
| 2019 | I Made KR Cube Entertainment (Kakao M)          | — | — | — | KR2 (43 Wo.)KR | — | Erstveröffentlichung: 26. Februar 2009                     |
| 2019 | Latata JP U Cube (UMG)                          | — | — | — | — | JP5 (2 Wo.)JP | Erstveröffentlichung: 29. Juli 2019                        |
| 2020 | I Trust KR Cube Entertainment (Kakao M)         | — | — | — | KR1 (20 Wo.)KR | JP48 (1 Wo.)JP | Erstveröffentlichung: 6. April 2020                        |
| 2020 | Dumdi Dumdi KR Cube Entertainment (Kakao M)     | — | — | — | KR2 (7 Wo.)KR | — | Erstveröffentlichung: 3. August 2020                       |
| 2020 | Oh My God JP U Cube (UMG)                       | — | — | — | — | JP23 (2 Wo.)JP | Erstveröffentlichung: 25. August 2020 Verkäufe: + 40.000   |
| 2021 | I Burn KR Cube Entertainment (Kakao M)          | — | — | — | KR3 Platin · (44 Wo.)KR | JP35 (1 Wo.)JP | Erstveröffentlichung: 11. Januar 2021 Verkäufe: + 250.000  |
| 2022 | I Love KR Cube Entertainment (Kakao M)          | DE70 (2 Wo.)DE | — | US71 (1 Wo.)US | KR1 ×3Dreifachplatin · (32 Wo.)KR | JP20 (3 Wo.)JP | Erstveröffentlichung: 17. Oktober 2022 Verkäufe: + 750.000 |
| 2023 | I Feel KR Cube Entertainment (Kakao M)          | DE25 (12 Wo.)DE | AT58 (1 Wo.)AT | US41 (2 Wo.)US | KR1 Diamant + (Poca) · (… Wo.)KR | JP19 (4 Wo.)JP | Erstveröffentlichung: 15. Mai 2023 Verkäufe: + 1.250.000   |
| 2023 | Heat EN 88rising • Cube Entertainment (Kakao M) | — | — | US25 (1 Wo.)US | KR2 (6 Wo.)KR | — | Erstveröffentlichung: 5. Oktober 2023                      |
| 2024 | I Sway KR Cube Entertainment (Kakao M)          | — | — | — | KR2 ×2Doppelplatin · (8 Wo.)KR | JP19 (… Wo.)JP | Erstveröffentlichung: 8. Juli 2024 Verkäufe: + 500.000     |
| 2025 | We Are KR Cube Entertainment (Kakao M)          | — | — | — | KR2 ×3Dreifachplatin · (… Wo.)KR | — | Erstveröffentlichung: 19. Mai 2025 Verkäufe: + 750.000     |

## Singles

### Als Leadmusiker
| Jahr | Titel Album                               | Höchstplatzierung, Gesamtwochen, AuszeichnungChartplatzierungen (Jahr, Titel, Album, Platzierungen, Wochen, Auszeichnungen, Anmerkungen) | Höchstplatzierung, Gesamtwochen, AuszeichnungChartplatzierungen (Jahr, Titel, Album, Platzierungen, Wochen, Auszeichnungen, Anmerkungen) | Höchstplatzierung, Gesamtwochen, AuszeichnungChartplatzierungen (Jahr, Titel, Album, Platzierungen, Wochen, Auszeichnungen, Anmerkungen) | Höchstplatzierung, Gesamtwochen, AuszeichnungChartplatzierungen (Jahr, Titel, Album, Platzierungen, Wochen, Auszeichnungen, Anmerkungen) | Höchstplatzierung, Gesamtwochen, AuszeichnungChartplatzierungen (Jahr, Titel, Album, Platzierungen, Wochen, Auszeichnungen, Anmerkungen) | Anmerkungen                                                                                 |
| Jahr | Titel Album                               | DE | AT | US | KR | JP | Anmerkungen                                                                                 |
| --- | ----------------------------------------- | --- | --- | --- | --- | --- | ------------------------------------------------------------------------------------------- |
| 2018 | Hann (Alone) (한 (一)) KR Latata          | — | — | — | KR8 (26 Wo.)KR | — | Erstveröffentlichung: 14. August 2018                                                       |
| 2018 | Pop/Stars KR –                            | — | — | — | KR39 (4 Wo.)KR | — | Erstveröffentlichung: 3. November 2018 mit Jaira Burns & Madison Beer                       |
| 2018 | Run! (Relay) (달려!) KR –                 | — | — | — | — | — | Erstveröffentlichung: 19. November 2018                                                     |
| 2019 | Help Me KR Her Private Life (O.S.T.)      | — | — | — | — | — | Erstveröffentlichung: 11. April 2019                                                        |
| 2019 | Uh-Oh KR Oh My God                        | — | — | — | KR31 (16 Wo.)KR | — | Erstveröffentlichung: 26. Juni 2019 Verkäufe: + 20.000                                      |
| 2019 | Latata EN, KR I Am                        | — | — | — | KR12 (24 Wo.)KR | — | Erstveröffentlichung: 28. Juni 2019                                                         |
| 2020 | I’m the Trend KR Dumdi Dumdi              | — | — | — | KR96 (2 Wo.)KR | — | Erstveröffentlichung: 7. Juli 2020                                                          |
| 2020 | Dumdi Dumdi KR Dumdi Dumdi                | — | — | — | KR8 (32 Wo.)KR | — | Erstveröffentlichung: 3. August 2020                                                        |
| 2020 | Oh My God JP, KR I Trust                  | — | — | — | KR15 (12 Wo.)KR | — | Erstveröffentlichung: 19. August 2020                                                       |
| 2020 | The Baddest KR All Out (Sampler)          | — | — | — | KR178 (1 Wo.)KR | — | Erstveröffentlichung: 27. August 2020 mit Bea Miller & Wolftyla                             |
| 2020 | More KR All Out (Sampler)                 | — | — | — | — | — | Erstveröffentlichung: 28. Oktober 2020 mit Madison Beer, Jaira Burns, Lexie Liu & Seraphine |
| 2021 | Hwaa (화(火花)) KR I Burn                 | — | — | — | KR4 (18 Wo.)KR | — | Erstveröffentlichung: 27. Januar 2021 Verkäufe: + 20.000                                    |
| 2021 | Last Dance KR –                           | — | — | — | KR142 (2 Wo.)KR | — | Erstveröffentlichung: 29. April 2021                                                        |
| 2022 | Tomboy KR I Never Die                     | — | — | — | KR1 Platin (Streaming) · (82 Wo.)KR | JP— Gold (Streaming)JP | Erstveröffentlichung: 20. Mai 2022                                                          |
| 2022 | Nxde KR I Love                            | — | — | — | KR1 (48 Wo.)KR | JP— Gold (Streaming)JP | Erstveröffentlichung: 16. Dezember 2022                                                     |
| 2023 | I Do EN Heat                              | — | — | — | — | — | Erstveröffentlichung: 13. Juli 2023                                                         |
| 2024 | Wife KR 2                                 | — | — | — | KR11 (16 Wo.)KR | — | Erstveröffentlichung: 22. Januar 2024                                                       |
| 2024 | Super Lady KR 2                           | — | — | — | KR10 (20 Wo.)KR | — | Erstveröffentlichung: 29. Januar 2024                                                       |
| 2024 | Klaxon KR I Sway                          | — | — | — | KR4 (… Wo.)KR | — | Erstveröffentlichung: 8. Juli 2024                                                          |
| Folgende Lieder erschienen nicht als Single, wurden aber durch das Album zum Download und Streaming bereitgestellt und konnten somit eine Platzierung erlangen: |                                           | | | | | |                                                                                             |
| |                                           | | | | | |                                                                                             |
| 2019 | Senorita JP, KR I Made                    | — | — | — | KR19 (14 Wo.)KR | — | Charteinstieg: 26. Februar 2019                                                             |
| 2019 | Lion KR I Trust                           | — | — | — | KR19 (15 Wo.)KR | — | Charteinstieg: 25. Oktober 2019                                                             |
| 2021 | Moon KR I Burn                            | — | — | — | KR102 (2 Wo.)KR | — | Charteinstieg: 15. Januar 2021                                                              |
| 2021 | Hann (Alone in Winter) (한(寒)) KR I Burn | — | — | — | KR106 (2 Wo.)KR | — | Charteinstieg: 15. Januar 2021                                                              |
| 2021 | Dahlia KR I Burn                          | — | — | — | KR114 (1 Wo.)KR | — | Charteinstieg: 15. Januar 2021                                                              |
| 2021 | Lost KR I Burn                            | — | — | — | KR123 (1 Wo.)KR | — | Charteinstieg: 15. Januar 2021                                                              |
| 2021 | Where Is Love KR I Burn                   | — | — | — | KR127 (1 Wo.)KR | — | Charteinstieg: 15. Januar 2021                                                              |
| 2022 | My Bag KR I Never Die                     | — | — | — | KR22 (37 Wo.)KR | — | Charteinstieg: 11. März 2022                                                                |
| 2022 | Never Stop Me (말리지 마) KR I Never Die  | — | — | — | KR119 (2 Wo.)KR | — | Charteinstieg: 11. März 2022                                                                |
| 2022 | Villain Dies KR I Never Die               | — | — | — | KR154 (1 Wo.)KR | — | Charteinstieg: 11. März 2022                                                                |
| 2022 | Love KR I Love                            | — | — | — | KR77 (1 Wo.)KR | — | Charteinstieg: 21. Oktober 2022                                                             |
| 2022 | Change KR I Love                          | — | — | — | KR97 (1 Wo.)KR | — | Charteinstieg: 21. Oktober 2022                                                             |
| 2022 | Reset KR I Love                           | — | — | — | KR129 (1 Wo.)KR | — | Charteinstieg: 21. Oktober 2022                                                             |
| 2022 | Sculpture (조각품) KR I Love              | — | — | — | KR144 (1 Wo.)KR | — | Charteinstieg: 21. Oktober 2022                                                             |
| 2022 | Dark (X-File) KR I Love                   | — | — | — | KR147 (1 Wo.)KR | — | Charteinstieg: 21. Oktober 2022                                                             |
| 2023 | Queencard KR I Feel                       | — | — | — | KR1 Platin (Streaming) · (… Wo.)KR | JP— Gold (Streaming)JP | Charteinstieg: 19. Mai 2023                                                                 |
| 2023 | Allergy KR I Feel                         | — | — | — | KR18 (19 Wo.)KR | — | Charteinstieg: 19. Mai 2023                                                                 |
| 2023 | Lucid KR I Feel                           | — | — | — | KR160 (1 Wo.)KR | — | Charteinstieg: 19. Mai 2023                                                                 |
| 2023 | Paradise KR I Feel                        | — | — | — | KR173 (1 Wo.)KR | — | Charteinstieg: 19. Mai 2023                                                                 |
| 2023 | All Night KR I Feel                       | — | — | — | KR184 (1 Wo.)KR | — | Charteinstieg: 19. Mai 2023                                                                 |
| 2023 | Peter Pan (어린 어른) KR I Feel           | — | — | — | KR195 (1 Wo.)KR | — | Charteinstieg: 19. Mai 2023                                                                 |
| 2023 | I Want That EN Heat                       | — | — | — | KR195 (2 Wo.)KR | — | Charteinstieg: 5. Oktober 2023                                                              |
| 2024 | Fate (나는 아픈 건 딱 질색이니까) KR 2    | — | — | — | KR1 Platin (Streaming) · (… Wo.)KR | — | Charteinstieg: 25. Februar 2024                                                             |

### Als Gastmusiker
| Jahr | Titel Album                                | Höchstplatzierung, Gesamtwochen, AuszeichnungChartplatzierungen (Jahr, Titel, Album, Platzierungen, Wochen, Auszeichnungen, Anmerkungen) | Höchstplatzierung, Gesamtwochen, AuszeichnungChartplatzierungen (Jahr, Titel, Album, Platzierungen, Wochen, Auszeichnungen, Anmerkungen) | Höchstplatzierung, Gesamtwochen, AuszeichnungChartplatzierungen (Jahr, Titel, Album, Platzierungen, Wochen, Auszeichnungen, Anmerkungen) | Höchstplatzierung, Gesamtwochen, AuszeichnungChartplatzierungen (Jahr, Titel, Album, Platzierungen, Wochen, Auszeichnungen, Anmerkungen) | Höchstplatzierung, Gesamtwochen, AuszeichnungChartplatzierungen (Jahr, Titel, Album, Platzierungen, Wochen, Auszeichnungen, Anmerkungen) | Anmerkungen                                                           |
| Jahr | Titel Album                                | DE | AT | US | KR | JP | Anmerkungen                                                           |
| ---- | ------------------------------------------ | --- | --- | --- | --- | --- | --------------------------------------------------------------------- |
| 2023 | Expectations EN Unhealthy (Deluxe Edition) | — | — | — | KR55 (5 Wo.)KR | — | Erstveröffentlichung: 9. März 2023 Anne-Marie feat. (G)I-DLE & Minnie |

## Musikvideos
| Jahr | Titel                  | Regie                                                                                              |
| ---- | ---------------------- | -------------------------------------------------------------------------------------------------- |
| 2018 | Latata                 | Hong Wonki (KR-Version, 2018) Via by Jimmy (JP-Version, 2019) — (Crash-Diamond-Eyes-Version, 2019) |
| 2018 | Hann (Alone) (한 (一)) | Hong Wonki                                                                                         |
| 2019 | Senorita               | Hong Wonki                                                                                         |
| 2019 | Blow Your Mind         | (G)I-DLE                                                                                           |
| 2019 | Uh-Oh                  | Wonmo Seong (Original) — (NY-Edition)                                                              |
| 2019 | Lion                   | Wonmo Seong                                                                                        |
| 2020 | Oh My God              | Dongju Jang, Rima Yoon (Original) — (JP-Version)                                                   |
| 2020 | I’m the Trend          | Unbekannt                                                                                          |
| 2020 | Dumdi Dumdi            | Jang Jaehyeok, Lee Kyeongsoon                                                                      |
| 2021 | Hwaa                   | Paranoid Paradigm (Original) — (Dimitri Vegas & Like Mike Remix)                                   |
| 2021 | Last Dance             | Illumin                                                                                            |
| 2022 | Tomboy                 | Son Seung-hee                                                                                      |
| 2022 | Nxde                   | Son Seung-hee                                                                                      |
| 2023 | Allergy                | Son Seung-hee                                                                                      |
| 2023 | Queencard              | Son Seung-hee                                                                                      |
| 2023 | I Do                   | Hanbago                                                                                            |
| 2023 | I Want That            | Lee Hangyeol                                                                                       |
| 2024 | Wife                   | Yongsoo Kim                                                                                        |
| 2024 | Super Lady             | Son Seung-hee                                                                                      |
| 2024 | Revenge                | Hobin                                                                                              |

## Promoveröffentlichungen
| Jahr | Titel Album               | Anmerkungen                            |
| ---- | ------------------------- | -------------------------------------- |
| 2019 | Put It Straight KR I Made | Erstveröffentlichung: 18. Oktober 2019 |

## Sonderveröffentlichungen

### Lieder
| Jahr | Titel Album                                | Anmerkungen                                                            |
| ---- | ------------------------------------------ | ---------------------------------------------------------------------- |
| 2023 | Expectations EN Unhealthy (Deluxe Edition) | Erstveröffentlichung: 28. Juli 2023 Anne-Marie feat. (G)I-DLE & Minnie |

| Jahr | Titel Album            | Anmerkungen                                                                                 |
| ---- | ---------------------- | ------------------------------------------------------------------------------------------- |
| 2018 | Upgrade KR One         | Erstveröffentlichung: 17. Juni 2018 mit Various Artists                                     |
| 2018 | Young & One KR One     | Erstveröffentlichung: 17. Juni 2018 mit Various Artists                                     |
| 2020 | More KR All Out        | Erstveröffentlichung: 6. November 2020 mit Madison Beer, Jaira Burns, Lexie Liu & Seraphine |
| 2020 | The Baddest KR All Out | Erstveröffentlichung: 6. November 2020 mit Bea Miller & Wolftyla                            |

| Jahr | Titel Soundtrack                 | Anmerkungen                            |
| ---- | -------------------------------- | -------------------------------------- |
| 2019 | Help Me KR Her Private Life      | Erstveröffentlichung: 30. Mai 2019     |
| 2019 | Put It Straight KR Queendom      | Erstveröffentlichung: 18. Oktober 2019 |
| 2019 | Lion KR Queendom Final Comeback  | Erstveröffentlichung: 25. Oktober 2019 |
| 2020 | Show KR wo Yoo Project Sugar Man | Erstveröffentlichung: 1. Februar 2020  |

### Videoalben
| Jahr | Titel Musiklabel          | Anmerkungen                                                                        |
| ---- | ------------------------- | ---------------------------------------------------------------------------------- |
| 2019 | Latata JP U Cube (UMG)    | Erstveröffentlichung: 31. Juli 2019 CD+DVD, erweiterte Fassung                     |
| 2019 | Oh My God JP U Cube (UMG) | Erstveröffentlichung: 26. August 2020 CD+DVD, Teil von Oh My God (Limited Edition) |

## Statistik

### Chartauswertung
|                     | DE    | AT    | US    | KR     | JP    |
| ------------------- | ----- | ----- | ----- | ------ | ----- |
| Nummer-eins-Alben   | DE—DE | AT—AT | US—US | KR4KR  | JP—JP |
| Top-10-Alben        | DE—DE | AT—AT | US—US | KR12KR | JP1JP |
| Alben in den Charts | DE4DE | AT2AT | US4US | KR12KR | JP6JP |

|                       | DE    | AT    | US    | KR     | JP    |
| --------------------- | ----- | ----- | ----- | ------ | ----- |
| Nummer-eins-Singles   | DE—DE | AT—AT | US—US | KR3KR  | JP—JP |
| Top-10-Singles        | DE—DE | AT—AT | US—US | KR8KR  | JP—JP |
| Singles in den Charts | DE—DE | AT—AT | US—US | KR39KR | JP—JP |

### Auszeichnungen für Musikverkäufe
| Goldene Schallplatte - Brasilien - 2023: für die Single Hwaa - 2023: für die Single Uh-Oh - 2024: für das Lied Lion | Platin-Schallplatte - Brasilien - 2023: für die Single Oh My God |

Anmerkung: Auszeichnungen in Ländern aus den Charttabellen bzw. Chartboxen sind in ebendiesen zu finden.
| Land/RegionAuszeichnungen für Musikverkäufe (Land/Region, Auszeichnungen, Verkäufe, Quellen) | Gold     | Platin       | Diamant     | Verkäufe  | Quellen             |
| -------------------------------------------------------------------------------------------- | -------- | ------------ | ----------- | --------- | ------------------- |
| Brasilien (PMB)                                                                              | 3× Gold3 | Platin1      | —           | 100.000   | pro-musicabr.org.br |
| Japan (RIAJ)                                                                                 | 3× Gold3 | —            | —           | —         | riaj.or.jp          |
| Südkorea (KMCA)                                                                              | —        | 16× Platin16 | 2× Diamant2 | 5.250.000 | circlechart.kr      |
| Insgesamt                                                                                    | 6× Gold6 | 17× Platin17 | 2× Diamant2 |           |                     |